# Julia Mächtig
Julia Mächtig (Rostock, 1 januari 1986) is een atleet uit Duitsland.
Op de Olympische Zomerspelen van Londen in 2012 nam Mächtig deel aan de zevenkamp. Ze eindigde als 29e.
In 2012 en 2013 schreef Mächtig de Mehrkampf-Meeting Ratingen op haar naam.
In 2016 maakt Mächtig bekend te stoppen met haar zevenkamp-carriere.
- World Athletics: 14278835